# Rassemblement démocratique (France)
Pour les articles homonymes, voir Rassemblement démocratique.
Le Rassemblement démocratique (RD) est un groupe parlementaire constitué autour du Parti radical et de divers députés de centre gauche dont François Mitterrand dans la deuxième législature de la Ve République (1962-1967) à l'Assemblée nationale française. Le Rassemblement démocratique remplace l'ancienne Entente démocratique. Majoritairement composé par des élus radicaux, il est dirigé par leur président Maurice Faure.
Il réunit des élus du Parti radical et de l'UDSR de François Mitterrand, déjà réunis lors de la législature précédente. Parmi les députés du centre gauche qui rejoignent le groupe parlementaire, plusieurs sont issus des radicaux, comme les cinq députés du Centre républicain d'André Morice.
Le groupe parlementaire se forme dans un contexte de contestation du gaullisme par les oppositions du « cartel des non », opposées à l'élection au suffrage universel direct du président issue du référendum constitutionnel ayant eu lieu le mois précédent. Pendant l'entre-deux-tour des élections législatives, le président du Parti radical, Maurice Faure, propose une alliance entre les oppositions, mais se heurte à la réticence de Guy Mollet. 
Le groupe est politiquement tiraillé entre deux orientations contradictoires du Parti radical, entérinées par le congrès d'Arcachon de septembre 1964, de rapprochement avec le parti centriste du MRP d'une part et avec les socialistes d'autre part. La volonté de créer une « Grande fédération démocrate-socialiste » pour soutenir la candidature de Gaston Defferre aux élections présidentielles échoue, et symbolise l'incapacité des radicaux à s'affirmer dans le nouveau contexte politique. En 1967, le Rassemblement démocratique fusionne finalement avec le groupe de la SFIO pour constituer le groupe parlementaire de la Fédération de la gauche démocrate et socialiste. Cependant, les députés du Centre républicain et indépendants refusent ce virage à gauche et forment le groupe Progrès et démocratie moderne avec les élus du Centre démocrate.

## Composition
Il compte 39 députés, dont 26 radicaux, lors de sa création. Leur nombre descend à 38 à la fin de la législature.
| Nom                        | Parti | Parti         | Circonscription         |
| -------------------------- | ----- | ------------- | ----------------------- |
| Aymar Achille-Fould        |       | CNIP puis CD  | Gironde                 |
| Paul Alduy                 |       | ADS puis CIR  | Pyrénées-Orientales     |
| Fernand Berthouin          |       | Rad.          | Indre-et-Loire          |
| René Billères              |       | Rad.          | Hautes-Pyrénées         |
| Georges Bonnet             |       | Rad.          | Dordogne                |
| Gabriel Bouthière          |       | Rad.          | Saône-et-Loire          |
| Franck Cazenave            |       | CNIP          | Gironde                 |
| Daniel Daviaud             |       | Rad.          | Charente-Maritime       |
| Hippolyte Ducos            |       | Rad.          | Haute-Garonne           |
| Jacques Duhamel            |       | DVG           | Jura                    |
| Paul Duraffour             |       | Rad.          | Saône-et-Loire          |
| Guy Ébrard                 |       | Rad.          | Pyrénées-Atlantiques    |
| Robert Fabre               |       | Rad.          | Aveyron                 |
| Maurice Faure              |       | Rad.          | Lot                     |
| Albert Fouet               |       | Rad.          | Sarthe                  |
| Alexandre de Fraissinette  |       | CR            | Loire                   |
| François-Marie Bénard      |       | UDSR puis DVG | Hautes-Alpes            |
| Félix Gaillard             |       | Rad.          | Charente                |
| André Gauthier             |       | Rad.          | Isère                   |
| Henri Grenet               |       | Rad.          | Pyrénées-Atlantiques    |
| Robert Hersant             |       | Rad.          | Oise                    |
| Georges Juskiewenski       |       | DVG           | Lot                     |
| Félix Kir                  |       | CNIP          | Côte-d'Or               |
| Marcel Massot              |       | Rad.          | Alpes-de-Haute-Provence |
| François Mitterrand        |       | UDSR puis CIR | Nièvre                  |
| Pierre de Montesquiou      |       | CR            | Gers                    |
| Robert Morlevat            |       | Rad.          | Côte-d'Or               |
| Gabriel Péronnet           |       | Rad.          | Allier                  |
| Olivier de Pierrebourg     |       | DVG           | Creuse                  |
| Étienne Ponseillé          |       | Rad.          | Hérault                 |
| André Rossi                |       | CR            | Aisne                   |
| Victor Sablé               |       | Rad.          | Martinique              |
| Édouard Schloesing         |       | Rad.          | Lot-et-Garonne          |
| Paul Séramy                |       | Rad.          | Seine-et-Marne          |
| Jean Sourbet               |       | CNIP          | Côte-d'Or               |
| Jacqueline Thome-Patenôtre |       | Rad.          | Yvelines                |
| Jean Zuccarelli            |       | Rad.          | Corse                   |